# 吳鴻功
吳鴻功（1570年—1606年），字文勳，號鳳岐，晚号净明居士。山東濟南府泰安州萊蕪縣人，明朝政治人物。

## 生平
十九歲中萬曆十六年（1588年）戊子科山东乡试解元，十七年（1589年）聯捷己丑科進士，初选为翰林院庶吉士，十九年考试以中卷出为吏科给事中，二十年四月升兵科右给事中，二十一年二月出为江西佥事，二十三年五月升陕西右參議，十月兼佥事固原兵备，二十七年准致仕。二十九年以播州功起升陕西副使，九月调山西提學副使，三十年加升參政。治绩文章，一时卓著。与兄吴鸿洙号稱「二吴」。归里后，谢仕终养。万历三十四年（1606年）病逝，崇祀为乡贤。

## 家族
曾祖吴梦弼，廪生。祖吴善继。父歲貢、榮河縣知縣吳來朝，兄吴鸿洙，万历丙戌進士，侄吴暐，万历二十六年進士。吴晖与吴曙（吴鸿渐子），皆是万历四十年壬子舉人。